# Fajoles
Fajoles település Franciaországban, Lot megyében. Lakosainak száma 313 fő (2022. január 1.). Fajoles Masclat, Sainte-Mondane, Anglars-Nozac, Lamothe-Fénelon, Milhac, Rouffilhac és Veyrignac községekkel határos.

## Népesség
A település népességének változása:
| Lakosok száma | 262  | 243  | 220  | 270  | 270  | 288  | 288  | 300  | 306  | 313  |
|               | 1968 | 1982 | 1990 | 2006 | 2013 | 2015 | 2017 | 2019 | 2020 | 2022 |